# Robert Stevenson Horne
Robert Stevenson Horne, 1. vikomt Horne (Robert Stevenson Horne, 1st Viscount Horne of Slamannan) (28. února 1871, Slamannan, Skotsko – 3. září 1940, Londýn, Anglie) byl britský politik, právník a podnikatel původem ze Skotska. Za unionisty byl dlouholetým poslancem Dolní sněmovny, po první světové válce zastával několik úřadů ve vládě, byl ministrem obchodu (1920–1921) a financí (1921–1922). V roce 1937 s titulem vikomta vstoupil do Sněmovny lordů.

## Životopis
Pocházel ze Skotska, byl synem reverenda Roberta Horne (1830–1887). Středoškolské vzdělání absolvoval v Edinburghu, poté vystudoval práva na univerzitě v Glasgow. Po studiích původně působil jako právník. Vynikl jako úspěšný advokát v obchodních causách, později se uplatnil ve správě řady podniků, byl ředitelem Společnosti Suezského průplavu a předsedou správní rady společnosti Great Western Railway. V roce 1910 neúspěšně kandidoval do Dolní sněmovny, téhož roku byl jmenován královským justičním radou (King's Counsel), za první světové války byl ředitelem dopravních komunikací na západní frontě s čestnou hodnosti podplukovníka. V roce 1917 začal pracovat na ministerstvu námořnictva a v roce 1917 byl civilním lordem admirality. Téhož roku byl povýšen do šlechtického stavu a ve volbách v roce 1918 se stal poslancem Dolní sněmovny, kde patřil k liberálním unionistům. Do vlády vstoupil jako ministr práce a sociálních věcí (1919–1920), v roce 1919 byl zároveň jmenován členem Tajné rady. V rámci Lloyd Georgova koaličního kabinetu později převzal funkce předsedy úřadu pro obchod (ministr obchodu; 1920–1921) a kancléře pokladu (ministr financí; 1921–1922). V letech 1921–1924 byl zároveň kancléřem univerzity v Aberdeenu. Další nabídky na vstup do vlády odmítal a věnoval se práci v londýnské městské samosprávě. Poslancem Dolní sněmovny zůstal do roku 1937, kdy získal titul vikomta a vstoupil do Sněmovny lordů. Byl nositelem Řádu britského impéria (1918).